# John Francis Cunningham

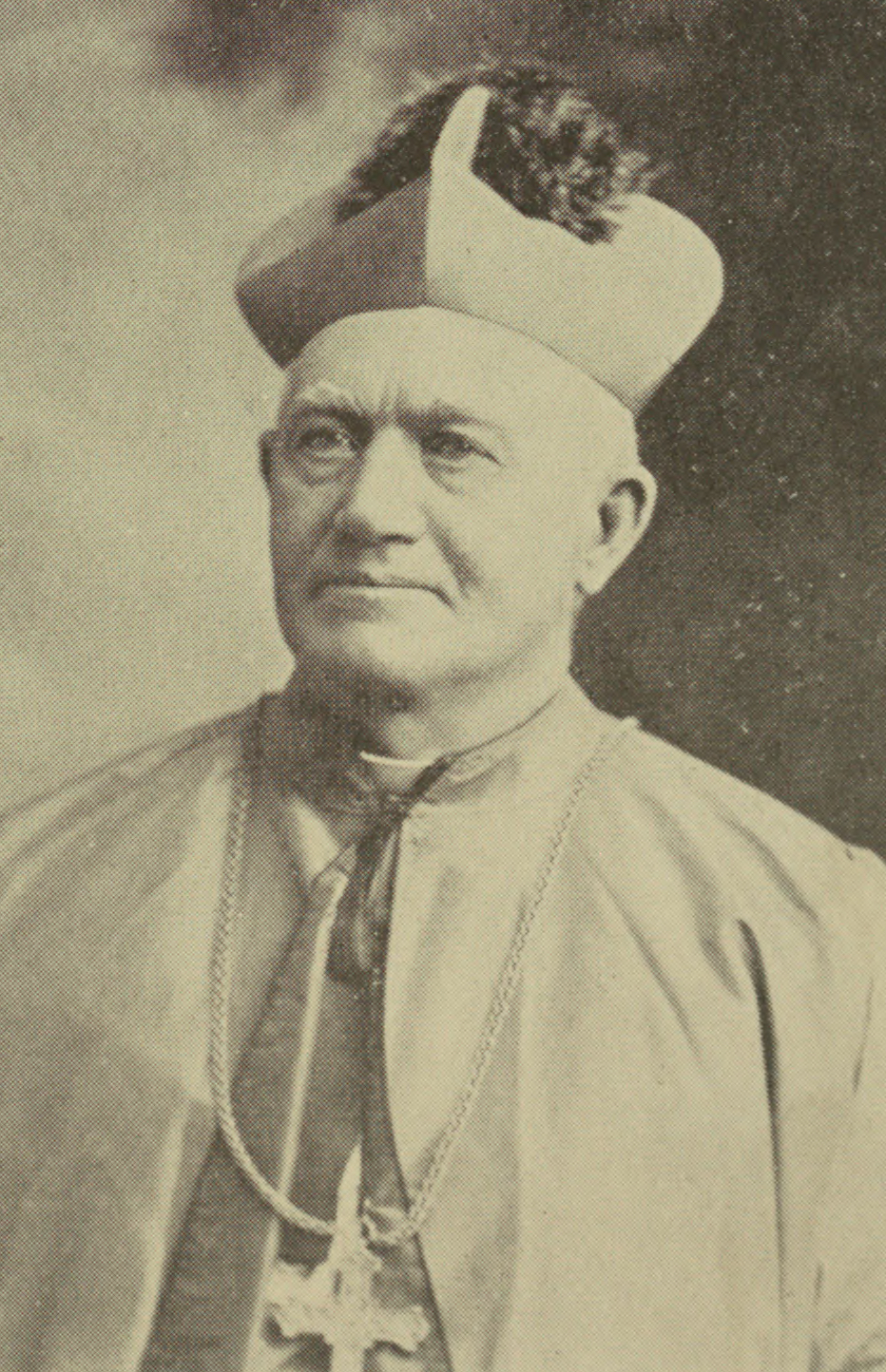
John Francis Cunningham (1903)

John Francis Cunningham (* 20. Juni 1842 in Irremore, County Kerry, Irland; † 23. Juni 1919) war ein US-amerikanischer Geistlicher und römisch-katholischer Bischof von Concordia.

## Leben
John Francis Cunningham empfing am 8. August 1865 durch den Apostolischen Vikar von Kansas, John Baptiste Miège SJ, das Sakrament der Priesterweihe und gehörte ab 1874 zum Klerus des Bistums Leavenworth.
Am 14. Mai 1898 ernannte ihn Papst Leo XIII. zum Bischof von Concordia. Der Erzbischof von Saint Louis, John Joseph Kain, spendete ihm am 21. September desselben Jahres die Bischofsweihe; Mitkonsekratoren waren der Bischof von Wichita, John Joseph Hennessy, und der Bischof von Lincoln, Thomas Bonacum.